# 王晖 (1968年)
王晖（1968年7月—），男，汉族，江苏徐州人，中共党员，中华人民共和国政治人物。南京大学哲学系中国哲学专业在职研究生学历，哲学博士，研究员。1993年6月加入中国共产党，1994年4月参加工作。曾任江苏省人民政府副省长、中华人民共和国住房和城乡建设部副部长等职务。

## 简历
1991年毕业于徐州师范学院历史专业，1994年取得南京大学哲学系中国哲学专业硕士，后担任《南京日报》社实习记者、《金陵晚报》社记者。1997年5月，任江苏省体改委综合规划处干部、主任科员。2000年12月，任江苏省体改办体改研究中心副主任、副研究员。2003年3月，任江苏省体改办综合调研处副处长，同年11月任江苏省城市发展研究所所长。2006年1月，任江苏省建设厅村镇建设办公室主任。2009年8月，任江苏省住房和城乡建设厅副厅级干部（江苏援藏干部副领队）、拉萨市人民政府副市长。2012年8月，任江苏省对口支援拉萨市前方指挥部副总指挥、党委副书记，拉萨市人民政府副市长，江苏省住房和城乡建设厅副厅长、党组成员，同年12月任中共拉萨市委常委、拉萨市人民政府常务副市长。2015年9月，任江苏省国信资产管理集团有限公司总经理、党委副书记、董事。2017年9月，任江苏省国信资产管理集团有限公司党委书记、董事长。
2019年12月，任中共南通市委副书记，市政府副市长、代理市长、党组书记，隔年1月当选为南通市人民政府市长。2021年7月至2023年3月任中共南通市委书记。
2023年1月，当选为江苏省人民政府副省长，同年6月转任住房和城乡建设部党组成员、副部长。
2025年1月10日，被免去住房和城乡建设部副部长一职。